# Charlotte Armstrong
Pour les articles homonymes, voir Armstrong.
Œuvres principales
- Merci pour le chocolat (1948)

Charlotte Armstrong Lewi (née à Vulcan (en), dans le Michigan, le 2 mai 1905 et morte à Glendale, en Californie, le 7 juillet 1969) est une écrivaine et une scénariste américaine de roman policier.

## Biographie
Charlotte Armstrong étudie au Vulcan High School où elle obtient son diplôme en 1921. Elle s'inscrit ensuite à l'Université du Wisconsin à Madison, puis à l'Université du Michigan où elle obtient un Bachelor of Arts en 1925.
Elle travaille dans le service de la publicité du New York Times, en prenant par téléphone les petites annonces. Elle est ensuite pigiste pour des revues de mode avant d'épouser Jack Lewi, directeur d'une importante agence de publicité, dont elle a une fille et deux garçons.
Elle aborde l'écriture par la publication de poèmes, dont certains paraissent dans le New Yorker. Sous son nom, et à une reprise sous le pseudonyme de Jo Valentine, elle signe ensuite, à partir de 1942, près de trente romans policiers associés au thriller psychologique.
Elle remporte l'Edgar du meilleur roman 1957 décerné par le Mystery Writers of America pour Une dose de poison (A Dram of Poison).
En parallèle à son activité soutenue de romancière, Charlotte Armstrong écrit au cours de sa carrière bon nombre de nouvelles, de pièces de théâtre et, après le succès de Le Crime était presque parfait de Michael Curtiz, d'après L'Insoupçonnable Grandison, des scénarios pour la télévision américaine. Pour se rapprocher des studios, elle s'installe alors à Glendale, dans le sud de la Californie.  Elle rédige ainsi plusieurs épisodes pour la série Alfred Hitchcock présente et surtout un pour la série Startime, intitulé Incident at a Corner (1960, épisode 27), réalisé par Alfred Hitchcock lui-même avec Vera Miles et l'équipe de tournage qui vient tout juste de terminer Psychose.
En France, Claude Chabrol a porté à l'écran deux romans de Armstrong : La Rupture (1970), d'après Le Jour des Parques et Merci pour le chocolat (2000), d'après le roman éponyme.

## Œuvre

### Romans
- Lay On, MacDuff! (1942)
- The Case of the Weird Sisters (1943) Publié en français sous le titre L'Étrange Cas des trois sœurs infirmes, Genève, Ditis, coll. « Détective-Club » no 37, 1948 ; réédition, Paris, Ditis, coll. « Détective-Club »-France no 84, 1954 ; réédition, Paris, Opta, coll. « Littérature policière », 1975 ; réédition, Paris, Librairie des Champs-Élysées, coll. « Le Masque » no 1740, 1984
- The Innocent Flower ou Death Filled the Glass (1945)
- The Unsuspected (1946) Publié en français sous le titre L'Insoupçonnable Grandison, Genève, Ditis, coll. « Détective-Club » no 31, 1947 ; réédition, Paris, Ditis, coll. « Détective-Club »- France no 68, 1953 ; réédition, Paris, Ditis, coll. « La Chouette » no 76, 1958 ; réédition, Paris, Librairie des Champs-Élysées, coll. « Le Masque » no 1767, 1984
- The Chocolate Cobweb (1948) Publié en français sous le titre ...Et merci pour le chocolat, Genève, Ditis, coll. « Détective-Club » no 48, 1949 ; réédition, Paris, Ditis, coll. « Détective-Club »-France no 17, 1949 ; réédition, Paris, Ditis, coll. « La Chouette » no 34, 1956 ; réédition, Néo, coll. « Le Miroir obscur » no 69, 1983; réédition, Paris, Librairie des Champs-Élysées, coll. « Le Masque » no 2074, 1992 ; réédition sous le titre Merci pour le chocolat, Paris, Payot & Rivages, coll. « Rivages/Mystère » no 40, 2000
- Mischief (1950) Publié en français sous le titre La Folle Berceuse, Paris, Plon, coll. « Nuit blanche » no 13, 1962 ; réédition, Paris, Presses de la Cité, coll. « Punch » no 78, 1974 Publié en français sous le titre Troublez-moi ce soir, Paris, Christian Bourgois, coll. « Série B », 1982 ; réédition, Paris, J'ai lu no 1767, 1985
- The Black-Eyed Stranger (1951) Publié en français sous le titre L'Inconnu aux yeux noirs, Paris, Rivages, coll. « Rivages/Mystère » no 15, 1995
- Catch-As-Catch-Can ou Walk Out on Death (1952) Publié en français sous le titre L'Angoissante Poursuite, Paris, Éditions Mondiales, coll. « Nous deux » no 276, 1969
- The Trouble in Thor ou And Sometimes Death (1953) - signé Jo Valentine
- The Better to Eat You ou Murder's Nest (1954)
- The Dream Walker ou Alibi for Murder (1955)
- A Dram of Poison (1956) Publié en français sous le titre Alerte au 333, Paris, Éditions Mondiales, coll. « Intimité » no 280, 1969 Publié en français dans une traduction intégrale sous le titre Une dose de poison, Paris, Rivages, coll. « Rivages/Thriller », 1995 ; réédition, Paris, Rivages, coll. « Rivages/Mystère »  no 21, 1996
- Duo (1959) - deux courts romans
- The Seventeen Widows of Sans Souci (1959)
- Then Came Two Women (1962)
- Something Blue (1962) Publié en français sous le titre Quelque chose de bleu, Paris, Presses de la Cité, Un mystère no 742, 1965 ; réédition, Paris, Néo, coll. « Le Miroir obscur » no 147, 1988
- Who's Been Sitting in My Chair? (1963) Publié en français sous le titre Qui s'est assis dans mon fauteuil ?, Paris, Éditions Mondiales, coll. « Intimité » no 356, 1976
- A Little Less Than Kind (1963)
- The Mark of the Hand (1963)
- The One-Faced Girl (1963)
- The Witch's House (1963)
- The Turret Room (1965) Publié en français sous le titre Les Captifs, Paris, Éditions Mondiales, coll. « Intimité » no 260, 1969
- Dream of Fair Woman (1966) Publié en français sous le titre Magie blonde, Paris, Éditions Mondiales, coll. « Intimité » no 291, 1970
- The Gift Shop (1967)
- Lemon in the Basket (1967)
- The Balloon Man (1968) Publié en français sous le titre Le Jour des Parques, Paris, Christian Bourgois, coll. « P.J. » no 6, 1969 ; réédition, Paris, Rivages, coll. « Rivages/Mystère » no 13, 1995
- Seven Seats to the Moon (1969)
- The Protege (1970)

### Recueils de nouvelles
- The Albatross (1957)
- I See You (1966)

### Nouvelles
- The Evening Hour (1950) Publié en français sous le titre L'Heure de la détente, Paris, Opta, Mystère Magazine no 76, mai 1954 ; réédition, Paris, Opta, L'Anthologie du Mystère no 3, 1963
- All the Way Home (1951) Publié en français sous le titre Rubis sur l'ongle, Paris, Opta, Mystère Magazine no 58, novembre 1952 ; réédition, Paris, Opta, L'Anthologie du Mystère no 1, 1961 Publié en français dans une autre traduction sous le titre Le Chemin du logis, dans Histoires de fines mouches, Paris, Pocket no 3230, 1990
- The Enemy (1951) Publié en français sous le titre La Mort d'un chien, Paris, Opta, Mystère Magazine no 67, août 1953 Publié en français dans une autre traduction sous le titre L'Ennemi, dans Les Meilleures Histoires de suspense, Paris, Robert Laffont, 1962 Publié en français dans une autre traduction sous le titre L'Ennemi, dans Appel de nuit, Paris, Néo, coll. « Le Miroir obscur » no 128, 1986 ; réédition dans Mômes, sweet mômes, Paris, Pocket no 3235, 1989
- For Sale: Wedding Dress, Never Worn (1953)
- The Hedge Between ou Meredith's Murder (1953) Publié en français sous le titre La Haie de la clôture, Paris, Opta, Mystère Magazine no 127, août 1958
- Laugh it Off (1953) Publié en français sous le titre Au loup !, Paris, Opta, Mystère Magazine no 95, décembre 1955 ; réédition dans Appel de nuit, Paris, Néo, coll. « Le Miroir obscur » no 128, 1986
- Reckless Woman (1954)
- What Would You Have Done? (1955) Publié en français sous le titre Qu'auriez-vous fait ?, Paris, Opta, Mystère Magazine no 100, mai 1956 ; réédition dans Appel de nuit, Paris, Néo, coll. « Le Miroir obscur » no 128, 1986
- A Gun is a Nervous Thing ou Ride with the Executioner (1955) Publié en français sous le titre Au bord du danger, Paris, Opta, Mystère Magazine no 143, décembre 1959 ; réédition, Paris, Opta, L'Anthologie du Mystère no 4, 1964 ; réédition dans Histoires préférées du Maître ès Crimes, Pocket no 1819, 1981 ; réédition dans Appel de nuit, Paris, Néo, coll. « Le Miroir obscur » no 128, 1986
- Under False Pretenses (1956)
- Ten Clues for Mr. Polkinson (1956) Publié en français sous le titre Les Dix Indices, Paris, Opta, Mystère Magazine no 129, octobre 1958
- World Upside Down (1957)
- And Already Lost... (1957) Publié en français sous le titre Et déjà perdus, Paris, Opta, Mystère Magazine no 133, février 1959
- The Albatross (1957)
- Incident at a Corner (1957)
- Miss Murphy (1957)
- The Liar (1958)
- Night Call (1958) Publié en français sous le titre Appel de nuit, Paris, Opta, Mystère Magazine no 261, novembre 1969 ; réédition dans Appel de nuit, Paris, Néo, coll. « Le Miroir obscur » no 128, 1986
- The Conformers (1958)
- The Runaway (1959)
- Something Blue (1959)
- The Ring in the Fish (1959)
- St.Patrick's Day in the Morning (1960) Publié en français sous le titre Le Matin de la Saint Patrick, Paris, Opta, Mystère Magazine no 156, janvier 1961 Publié en français dans une autre traduction sous le titre Le Matin de la Saint Patrick, dans Les Reines du crime, Paris, Presses de la Cité, 2002 ; réédition, Paris, Pocket no 12345, 2006
- Motto Day (1960)
- The One-Face Girl (1961)
- The Loving Intention (1961)
- The Splendid Word (1962)
- The Other Shoe (1962) Publié en français sous le titre L'Autre Soulier, Paris, Opta, Mystère Magazine no 181, février 1963
- Was it Miss Peacock? (1964)
- Run - If You Can (1964) Publié en français sous le titre Sauve qui peut, Paris, Opta, Mystère Magazine no 199, août 1964
- The Witch's House (1964)
- Mink Coat, Very Cheap (1964) Publié en français sous le titre Du vison au rabais, Paris, Opta, Mystère Magazine no 208, mai 1965
- The Case of Miss Peacock (1965) Publié en français sous le titre La Preuve, Paris, Opta, Mystère Magazine no 218, mars 1966
- In the Special Language of Women (1965)
- Protector of Travelers (1966) Publié en français sous le titre Saint Christophe patron des voyageurs, Paris, Opta, Mystère Magazine no 221, juin 1966
- The Splintered Monday (1966) Publié en français sous le titre Ménagements, dans Histoires à ne pas fermer l'œil de la nuit, Paris, Pocket no 1817, 1980 ; réédition, Paris, Hachette, coll. « Bibliothèque verte » no 400, 1996
- A Matter of Timing (1966) Publié en français sous le titre Une question de minutes, Paris, Opta, Mystère Magazine no 306, août 1973
- From Out of the Garden (1966) Publié en français sous le titre Du fond du jardin, Paris, Opta, Mystère Magazine no 250, décembre 1968
- The Cool Ones (1967) Publié en français sous le titre Dans le coup..., Paris, Opta, Mystère Magazine no 242, mars 1968
- The Second Commandment (1967) Publié en français sous le titre Le Second Commandement, Paris, Opta, Mystère Magazine no 243, mars 1968
- Lemon in the Basket (1967)
- More Than One Kind of Luck (1967)
- The Light Next Door (1969) Publié en français sous le titre La Lueur à côté, Paris, Opta, Mystère Magazine no 258, août 1969

### Scénarios pour la télévision
- 1960 : Incident at a Corner, épisode 27, saison 1 de la série télévisée américaine Startime (en) réalisé par Alfred Hitchcock, adaptation par Armstrong de sa propre nouvelle éponyme de 1957, avec Vera Miles
- 1960 : The Summer Hero, épisode 3, saison 1 de la série télévisée The Chevy Mystery Show (en) réalisé par Marc Daniels et Walter Grauman, scénario original par Armstrong, avec Bobby Driscoll
- Trois épisodes pour la série télévisée Alfred Hitchcock présente (Alfred Hitchcock Presents) :
  - 1960 : L'Autre Côté (Across the Threshold), épisode 22, saison 5, réalisé par Arthur Hiller, adaptation par Armstrong d'une nouvelle de L. B. Gordon, avec George Grizzard et Patricia Collinge
  - 1960 : L'Autre Train (The Five-Forty-Eight), épisode 5, saison 6, réalisé par John Brahm, adaptation par Armstrong d'une nouvelle de John Cheever, avec Phyllis Thaxter et Zachary Scott
  - 1960 : Sybille (Sybilla), épisode 10, saison 6, réalisé par Ida Lupino, adaptation par Armstrong d'une nouvelle de Margaret Manners, avec Barbara Bel Geddes

## Adaptations

### Au cinéma
- 1947 : Le crime était presque parfait (The Unsuspected), film américain réalisé par Michael Curtiz, adaptation du roman L'Insoupçonnable Grandison (The Unsuspected), avec Claude Rains
- 1947 : The Three Weird Sisters, film britannique réalisé par Daniel Birt, scénario signé Dylan Thomas d'après du roman L'Étrange Cas des trois sœurs infirmes (The Case of the Weird Sisters), avec Nancy Price
- 1952 : Talk About a Stranger (en), film américain réalisé par David Bradley, adaptation de la nouvelle L'Ennemi (The Enemy)
- 1952 : Troublez-moi ce soir (Don't Bother to Knock), film américain réalisé par Roy Ward Baker, adaptation du roman Troublez-moi ce soir (Mischief), avec Richard Widmark, Marilyn Monroe et Ann Bancroft
- 1970 : La Rupture, film français réalisé par Claude Chabrol, adaptation du roman Le Jour des Parques (The Balloon Man), avec Stéphane Audran
- 2000 : Merci pour le chocolat, film français réalisé par Claude Chabrol, adaptation du roman éponyme, avec Isabelle Huppert

### À la télévision
- 1953 : Laugh It Off, épisode 10, saison 6 de la série télévisée américaine Suspense, avec Dick Haymes
- Trois épisodes pour la série télévisée américaine Thriller :
  - 1960 : The Mark of the Hand, épisode 4, saison 1, réalisé par Paul Henreid, adaptation du roman éponyme, avec Mona Freeman et Shepperd Strudwick
  - 1960 : Girl with a Secret, épisode 9, saison 1, réalisé par Mitchell Leisen, adaptation signée Charles Beaumont, avec Fay Bainter
  - 1960 : Man in the Middle, épisode 14, saison 1, réalisé par Fletcher Markle, avec Mort Sahl et Werner Klemperer

## Sources
- Jacques Baudou et Jean-Jacques Schleret, Le Vrai Visage du Masque, vol. 1, Paris, Futuropolis, 1984, 476 p. (OCLC 311506692), p. 35-37.
- Jacques Baudou et Jean-Jacques Schleret, Les Métamorphoses de la chouette : Détective-club, Paris, Futuropolis, 1986 (ISBN 978-2-737-65488-6), p. 24-28.
- Claude Mesplède, Dictionnaire des littératures policières, vol. 1 : A - I, Nantes, Joseph K, coll. « Temps noir », 2007, 1054 p. (ISBN 978-2-910-68644-4, OCLC 315873251), p. 99-100.